# Jean Cœurderoy
Jean Cœurderoy, né le 23 août 1627 à Saulieu et mort le 6 mars 1709 à Moutiers-Saint-Jean, est un président au Parlement de Bourgogne et un bienfaiteur à Dijon et à Moutiers-Saint-Jean. 

## Vie, carrière

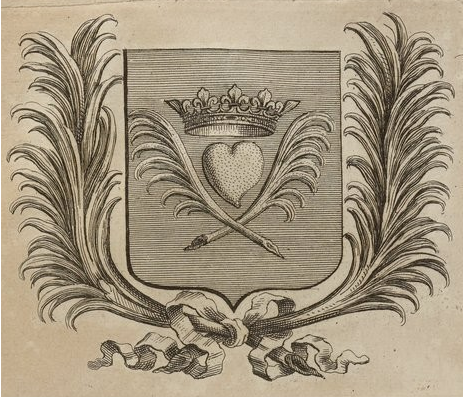
Armes de la famille Cœurderoy.

Né le 23 août 1627 à Saulieu (Côte-d'Or), il meurt le 6 mars 1709 à Moutiers-Saint-Jean (Côte-d'Or) à l'âge de 81 ans.
Après des études au collège des jésuites de Bourges, il étudie le droit à Dijon.
Il est reçu avocat à Dijon en en 1648 puis devint en 1649 trésorier au bureau des finances de Dijon. En 1656, il achète la charge de cinquième président à la chambre des requêtes du parlement de Dijon
À Dijon, il habite l'hôtel Cœurderoy rue du Chanet (plus tard rue Vannerie) acquis au début du XVIe siècle par la famille Cœurderoy. 
Il fait partie de la délégation qui reçoit le roi Louis XIV le 8 février 1668 au parlement de Dijon. 
En 1671, lors de l'affaire des empoisonnements de l'abbaye de Cîteaux, il fait partie des magistrats qui malgré des influences pour étouffer l'affaire, signalent ces faits criminels au pouvoir royal et revendiquent le droit de les réprimer.
Retiré en son hôtel de Moutiers-Saint-Jean, il y fit construire les Jardins Cœur-de-Roy.

## Œuvres pieuses
Il est nommé en 1670 administrateur de l'hôpital d'Alise-Sainte-Reine.
En 1681, il participe avec Claude-Charles de Rochechouart de Champdenier, abbé de Saint-Jean-de-Réome, à la création de l'hospice de Moutiers-Sait-Jean. Avec le prêtre Bénigne Joly dit « le père des pauvres », il fait établir à Dijon la congrégation du Bon Pasteur pour venir en aide aux jeunes filles pécheresses. Il est aussi fondateur de la confrérie de la Miséricorde qui avait pour but la visite des pauvres et des prisonniers.